# Programa de alabeo

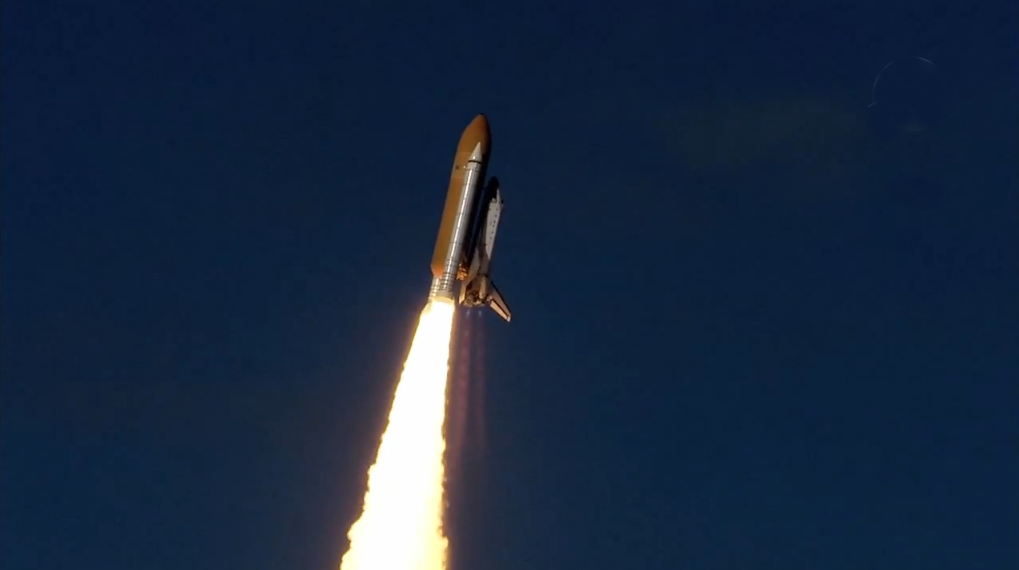
El Transbordador espacial Atlantis realiza una maniobra de giro poco después del lanzamiento desde el Centro espacial John F. Kennedy en la misión STS-129.

Un programa de alabeo o maniobra de inclinación es una maniobra aerodinámica que altera la actitud de un vehículo de lanzamiento espacial lanzado verticalmente. La maniobra se utiliza para colocar la nave en un rumbo correcto hacia su órbita prevista.
Un programa de alabeo se completa poco después de que el vehículo queda libre de la torre. En el caso de una misión tripulada, un miembro de la tripulación (normalmente el comandante) informa sobre el rodillo de control de la misión, que luego se reconocerá por el comunicador de la cápsula.

## Lanzamiento del transbordador espacial
Durante el lanzamiento de un transbordador espacial, el programa de implementación está acompañada de una maniobra de cabeceo.
El programa de alabeo se produce durante un lanzamiento por las siguientes razones:
- Para realizar el servicio de transporte en una posición hacia abajo
- El aumento de la masa que se puede poner en órbita
- El aumento de la altura de la órbita
- La simplificación de la trayectoria de un posible regreso al centro de lanzamiento
- Mejora de radio de línea de vista de la propagación
- La orientación de la nave más paralela al suelo

## Saturno V
El Saturno V también requería de programas especiales de alabeo.